# Acinodendron spicullatum
Acinodendron spicullatum là một loài thực vật có hoa trong họ Mua. Loài này được (Bonpl. ex Naudin) Kuntze mô tả khoa học đầu tiên năm 1891.